# Tour de France de 1926
O Tour de France 1926, foi a vigésima versão da competição realizada entre os dias 20 de junho e 18 de julho de 1926.
Foi percorrida a distância de 5.745 km, sendo a prova dividida em 17 etapas. O vencedor alcançou uma velocidade média de 24,27 km/h.
Participaram desta competição 126 ciclistas, chegaram em Paris 41 ciclistas.
Esta foi a versão com a maior distância percorrida do Tour de France, e a mais baixa média de velocidade.

## Resultados

### Classificação geral

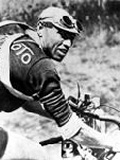
Lucien Buysse
ciclista belga (1892-1980).

| Posição | Nome               | País       | Tempo velocidade média    |
| ------- | ------------------ | ---------- | ------------------------- |
| 1       | Lucien Buysse      | Bélgica    | 238h 44' 25" (24,27 km/h) |
| 2       | Nicolas Frantz     | Luxemburgo | 1h 22' 25"                |
| 3       | Bartolomeo Aimo    | Italy      | 1h 22' 51"                |
| 4       | Théophile Beeckman | Bélgica    | 1h 43' 54"                |
| 5       | Félix Sellier      | Bélgica    | 1h 49' 13"                |
| 6       | Albert Dejonghe    | Bélgica    | 1h 56' 15"                |
| 7       | Léon Parmentier    | Bélgica    | 2h 09' 20"                |
| 8       | Georges Cuvelier   | França     | 2h 28' 32"                |
| 9       | Jules Buysse       | Bélgica    | 2h 37' 03"                |
| 10      | Marcel Bidot       | França     | 2h 53' 54"                |

### Etapas
| Etapa | Percurso                        | km  | Vencedor da etapa       | Líder classificação geral |
| 1ª    | Évian-les-Bains - Mulhouse      | 373 | Jules Buysse            | Jules Buysse              |
| 2ª    | Mulhouse - Metz                 | 334 | Aimé Dossche            | Jules Buysse              |
| 3ª    | Metz - Dunkerque                | 433 | Gustave Van Slembrouck  | Gustave Van Slembrouck    |
| 4ª    | Dunkerque - Le Havre            | 361 | Félix Sellier           | Gustave Van Slembrouck    |
| 5ª    | Le Havre - Cherburgo            | 357 | Adelin Benoît           | Gustave Van Slembrouck    |
| 6ª    | Cherburgo - Brest               | 405 | Joseph Van Dam          | Gustave Van Slembrouck    |
| 7ª    | Brest - Les Sables d'Olonne     | 412 | Nicolas Frantz          | Gustave Van Slembrouck    |
| 8ª    | Les Sables d'Olonne - Bourdeaux | 285 | Joseph Van Dam          | Gustave Van Slembrouck    |
| 9ª    | Bourdeaux - Baiona              | 189 | Gustave Van Slembrouck  | Gustave Van Slembrouck    |
| 10ª   | Baiona - Luchon                 | 326 | Lucien Buysse           | Lucien Buysse             |
| 11ª   | Luchon - Perpignan              | 323 | Lucien Buysse           | Lucien Buysse             |
| 12ª   | Perpignan - Toulon              | 427 | Nicolas Frantz          | Lucien Buysse             |
| 13ª   | Toulon - Nice                   | 280 | Nicolas Frantz          | Lucien Buysse             |
| 14ª   | Nice - Briançon                 | 275 | Bartolomeo Aymo         | Lucien Buysse             |
| 15ª   | Briançon - Évian-les-Bains      | 303 | Joseph Van Dam          | Lucien Buysse             |
| 16ª   | Évian-les-Bains - Dijon         | 321 | Camille Van de Casteele | Lucien Buysse             |
| 17ª   | Dijon - Paris                   | 341 | Aimé Dossche            | Lucien Buysse             |

CR = Contra-relógio individual
CRE = Contra-relógio por equipes